# 轆轤山
轆轤山（ろくろうやま）は、徳島県勝浦郡勝浦町と名東郡佐那河内村との境界に位置する山である。国土地理院には「六郎山」と表記してある。標高972.1m。

## 概要・地理
剣山から中津峰山まで延びる尾根上にあり、大川原高原東方1.5kmの地点にある。連峰上の1ピークで特徴の少ない山である。
阿波志に、「轆轤山、坂本村にあり。上に経塚あり里民これに雨乞す。また通夜石あり、俗に伝ふ釈空海（弘法大師）跌座の所。この地霜降らず、蛭人をすはず」とある。
昔は高鉡山から中津峰山への縦走路として親しまれていたが、現在は阿波中央スカイラインが尾根の北側に通じている。登山道は嵯峨峡を登り、徳円寺のシャクナゲを見物して杖立峠から登るのが一般的だが、今はスカイラインの最も近い所から尾根伝いに登る。